# Pallacanestro Varese 2004-2005
Questa voce raccoglie le informazioni riguardanti la Pallacanestro Varese nelle competizioni ufficiali della stagione 2004-2005.

## Stagione
La stagione 2004-2005 della Pallacanestro Varese sponsorizzata Casti Group, è la 57ª nel massimo campionato italiano di pallacanestro, la Serie A.
All'inizio della nuova stagione la Lega Basket decise di modificare il regolamento riguardo al numero di giocatori extracomunitari consentiti per ogni squadra che così passò a tre.

## Roster
Aggiornato al 24 dicembre 2021.
| Casti Group Varese 2004-05 | Casti Group Varese 2004-05 |
| Giocatori                  | Staff tecnico              |
| -------------------------- | -------------------------- |

| N. | Naz.                                        | Ruolo | Nome                | Anno | Alt.   | Peso   |  |
| -- | ------------------------------------------- | ----- | ------------------- | ---- | ------ | ------ |  |
| 5  | Argentina (bandiera) · Italia (bandiera)    | PG    | Daniel Farabello    | 1973 | 195 cm | 85 kg  |  |
| 6  | Stati Uniti (bandiera) · Irlanda (bandiera) | AC    | Cal Bowdler         | 1977 | 208 cm | 111 kg |  |
| 7  | Slovenia (bandiera)                         | PG    | Sani Bečirovič      | 1981 | 194 cm | 88 kg  |  |
| 8  | Giamaica (bandiera)                         | C     | Kimani Ffriend      | 1977 | 211 cm | 100 kg |  |
| 9  | Italia (bandiera)                           | A     | Alessandro De Pol   | 1972 | 204 cm | 107 kg |  |
| 10 | Francia (bandiera)                          | AP    | Alain Digbeu        | 1975 | 198 cm | 95 kg  |  |
| 11 | Italia (bandiera)                           | G     | Andrea Meneghin (C) | 1974 | 200 cm | 98 kg  |  |
| 12 | Italia (bandiera)                           | G     | Andrea Giadini      | 1985 | 194 cm |        |  |
| 13 | Italia (bandiera)                           | P     | Federico Bolzonella | 1984 | 183 cm | 74 kg  |  |
| 14 | Stati Uniti (bandiera) · Irlanda (bandiera) | C     | Dan Callahan        | 1970 | 205 cm | 110 kg |  |
| 15 | Stati Uniti (bandiera)                      | AC    | Norman Nolan        | 1976 | 202 cm | 112 kg |  |
| 16 | Italia (bandiera)                           | AG    | Salvatore Genovese  | 1987 | 198 cm | 100 kg |  |
| 17 | Italia (bandiera)                           | AC    | Damiano Verri       | 1985 | 206 cm | 100 kg |  |
| 18 | Argentina (bandiera) · Italia (bandiera)    | AP    | Federico Marín      | 1982 | 199 cm | 90 kg  |  |
| 19 | Stati Uniti (bandiera)                      | AP    | Derell Washington   | 1971 | 198 cm | 95 kg  |  |
| 19 | Italia (bandiera)                           | AP    | Francesco Cola      | 1984 | 190 cm |        |  |
| 20 | Italia (bandiera)                           | AG    | Marco Allegretti    | 1981 | 204 cm | 104 kg |  |
| -  | Lituania (bandiera)                         | AG    | Valdas Dabkus       | 1984 | 205 cm | 103 kg |  |
| -  | Italia (bandiera)                           | A     | Davide Frattini     | 1985 | 198 cm |        |  |

| Allenatore |
| - Giulio Cadeo (fino al 4 novembre) - Gianni Molina (dal 4 novembre fino al 12 novembre) - Rubén Magnano (dal 12 novembre) |
| Assistente/i |
| - Daniel Beltramo (dal 12 novembre) - Gianni Molina (dal 12 novembre) Legenda - (C) Capitano - (IN) Inattivo - Infortunato |

## Mercato

### Sessione estiva
| Acquisti | Acquisti           | Acquisti          | Acquisti      | Acquisti |
| R.a      | Nome               | da                | Modalità      |          |
| -------- | ------------------ | ----------------- | ------------- | -------- |
| PG       | Sani Bečirovič     | Krka Novo mesto   | definitivo    |          |
| AC       | Cal Bowdler        | Virtus Roma       | definitivo    |          |
| AP       | Alain Digbeu       | Joventut Badalona | definitivo    |          |
| AC       | Norman Nolan       | Pall. Roseto      | definitivo    |          |
| AP       | Federico Marín     | Aironi Novara     | fine prestito |          |
| AG       | Salvatore Genovese | Pall. Messina     | definitivo    |          |
| AC       | Damiano Verri      | Fulgor Fidenza    | definitivo    |          |

| Cessioni | Cessioni          | Cessioni         | Cessioni       | Cessioni |
| R.       | Nome              | a                | Modalità       |          |
| -------- | ----------------- | ---------------- | -------------- | -------- |
| GA       | Melvin Sanders    | Dakota Wizards   | fine contratto |          |
| C        | Dragan Ćeranić    | Azov. Mariupol'  | fine contratto |          |
| P        | Jerry McCullough  | Olimpia Milano   | fine contratto |          |
| A        | Francesco Vescovi | Robur Varese     | fine contratto |          |
| C        | Pavel Podkol'zin  | Dallas Mavericks | fine contratto |          |
| AC       | Paolo Conti       | Free agent       | fine contratto |          |

### Dopo l'inizio della stagione
| Acquisti | Acquisti          | Acquisti                             | Acquisti        | Acquisti   |
| R.       | Nome              | da                                   | Data            | Modalità   |
| -------- | ----------------- | ------------------------------------ | --------------- | ---------- |
| AP       | Derell Washington | Nuova A.M.G. Sebastiani Basket Rieti | 7 dicembre 2004 | definitivo |
| C        | Kimani Ffriend    | H. Gerusalemme                       | febbraio 2005   | definitivo |

| Cessioni | Cessioni          | Cessioni        | Cessioni      | Cessioni    |
| R.       | Nome              | a               | Data          | Modalità    |
| -------- | ----------------- | --------------- | ------------- | ----------- |
| AP       | Valdas Dabkus     | Liepājas lauvas | febbraio 2005 | rescissione |
| AP       | Derell Washington | Free agent      | 29 marzo 2005 | rescissione |